# Larnaca Biennale
Die Larnaca Biennale ist eine seit 2018 in Larnaka zweijährlich stattfindende Kunstausstellung.

## Geschichte
Die 1. Larnaca Biennale fand 2018 statt und wurde von einer Gruppe von Künstlern und Kunstliebhabern in Larnaka ins Leben gerufen. Das Hauptziel der Biennale-Organisatoren war es, eine globale Veranstaltung mit hohen Qualitätsstandards zu etablieren, die Larnaka und Zypern auf die Weltkarte der wichtigsten internationalen Kunstveranstaltungen setzt.
Mit mehr als 18.000 Besuchern bei der Hauptausstellung und 4.000 bei den Parallelveranstaltungen 2018 ist die Larnaca Biennale die größte und beliebteste internationale Kunstveranstaltung in Zypern. Heute wird sie organisiert von M.E.M. the Arts Biennale und der ARTION Cultural Association von Larnaca. Die Biennale wird unterstützt durch die Gemeinde Larnaca und eine Reihe von Kunstorganisationen und -institutionen, darunter „The Cyprus Chamber of Fine Arts, E.KA.TE“ und „WAVA, World Association of Visual Arts“. Die folgende Ausstellung 2020 wurde wegen der Corona-Krise auf 2021 verschoben und zeigte Kunstwerke unter dem Titel "Limitless Limits" im Pierides-Museum, der Larnaca Municipal Art Gallery und dem Larnaca Multi-space of Creativity & Culture sowie in zahlreichen Parallelveranstaltungen. Kuratiert wird die Biennale vom zypriotischen Künstler Vassili Vassiliades. Über zwanzig Länder waren 2021 vertreten, darunter Deutschland mit Oksana Bergen und dem Team Emilio Koutsoftides & Gabor Stark, die Schweiz mit Daniel Garbade und Seve Favre, die Vereinigten Staaten mit Lara Salmon, The Glass Concept 360 und Hasna Sal.